# Janusz Kłosiński
Pour les articles homonymes, voir Kłosiński.
Janusz Kłosiński est un acteur polonais, né le 19 novembre 1920 à Łódź et mort le 8 novembre 2017.

## Filmographie

### Au cinéma
- 1954 : Cellulose : Strugacz
- 1958 : Kalosze szczęścia : milicien Dobroduszny
- 1961 : Histoire de deux enfants qui volèrent la Lune -
- 1962 : La Pantoufle dorée : le tuteur de Wawrzek
- 1963 : Milczenie : le boucher
- 1965 : Walkower de Jerzy Skolimowski
- 1965 : Le Manuscrit trouvé à Saragosse (Rękopis znaleziony w Saragossie) de Wojciech Has - Don Diego Salero
- 1965 : Błękitny pokój de Janusz Majewski : propriétaire de l'hôtel
- 1965 : Późne popołudnie de Aleksander Ścibor-Rylski : photographe
- 1968 : La Poupée (Lalka) de Wojciech Has : Julian Ochocki
- 1970 : Znaki na drodze d'Andrzej Jerzy Piotrowski : le mécanicien Franciszek Waśko
- 1979 : Bilet powrotny d'Ewa Petelska : le contremaître
- 1983 : Filip z konopi de Józef Gębski : monsieur Władzio, le concierge

### À la télévision
- 1966 : Czterej pancerni i pies - sergent-major Czernousow
- 1973 : Un grand amour de Balzac - le baron Rothschild
- 1974 : Janosik - Kuśmider, le plus ancien membre de la bande
- 1975 : Niespotykanie spokojny człowiek - Stanisław Włodek

## Théâtre
Janusz Kłosiński est directeur du Nouveau théâtre de Łódź de 1964 à 1970.

## Récompenses et distinctions
- Officier dans l'ordre Polonia Restituta (1984)
- Croix d'or du Mérite polonais (Złoty Krzyż Zasługi) (1955)